# 神津島村立神津小学校
神津島村立神津小学校（こうづしまそんりつ こうづしょうがっこう）は、東京都神津島村に所在する公立（村立）の小学校。

## 沿革
出典
- 1881年（明治14年）4月13日 - 神津島尋常小学校創立（4年制）。
- 1897年（明治30年）6月30日 - 児童数増加に伴い、濤響寺本堂を借り、分教場とする。
- 1899年（明治32年）12月14日 - 村内大火により、校舎が焼失。
- 1902年（明治35年） - 新校舎完成。
- 1910年（明治43年） - 校友会（保護者の会前身）発足。
- 1914年（大正3年）3月20日 - 校舎新築。高等科併設し、東京府神津島村尋常高等小学校と改称。
- 1934年（昭和9年）9月30日 - 校章制定。
- 1940年（昭和15年）3月24日 - 修学旅行を初めて実施する。
- 1941年（昭和16年）4月1日 - 国民学校令により、東京府神津島国民学校と改称。
- 1943年（昭和18年）
  - 3月14日 - 島内電話施設完成し、本校の電話番号は神津島9番となる。
  - 7月1日 - 東京都制施行により、東京都神津島国民学校と改称。
- 1947年（昭和22年）4月1日 - 学制改革により、東京都神津島村立神津小学校と改称。
- 1948年（昭和23年）
  - 2月15日 - 教育後援会設立。
  - 9月30日 - 中央校舎建設し、北校舎改築落成。
- 1949年（昭和24年）3月27日 - 父母と教師の会設立。
- 1950年（昭和25年）11月23日 - 開校70周年記念式典挙行。
- 1957年（昭和32年）4月12日 - 南校舎落成。
- 1960年（昭和35年）
  - 2月15日 - 校歌制定。
  - 12月13日 - 開校80周年記念式典挙行。
- 1963年（昭和38年）5月11日 - 鉄筋校舎落成。
- 1964年（昭和39年）
  - 3月3日 - 新校舎完成記念式典挙行。
  - 11月28日 - 講堂新築落成記念式典挙行。
- 1966年（昭和41年）4月22日 - 共同調理場完成により、学校給食開始。
- 1970年（昭和45年）12月12日 - 開校90周年記念式典挙行。
- 1971年（昭和46年）3月31日 - 村立学校プール完成。
- 1972年（昭和47年）3月18日 - 体育館完成。
- 1977年（昭和52年）6月23日 - ランチルーム完成。
- 1979年（昭和54年）3月2日 - 遊歩道完成。
- 1981年（昭和56年）
  - 3月7日 - 開校100周年記念式典挙行し、神津小学校讃歌制定。
  - 11月4日 - 開校100周年記念児童像完成。
- 1988年（昭和63年）12月15日 - 新体育館落成。
- 1989年（平成元年）3月25日 - 新校舎（4教室）完成。
- 1992年（平成4年）2月15日 - 開校110周年記念式典挙行。
- 1994年（平成6年）8月31日 - 校舎内装・トイレ改修工事
- 1995年（平成7年）8月31日 - 廊下・階段・床改修工事。
- 1996年（平成8年）8月31日 - 校庭・スプリンクラー改修工事。
- 1998年（平成10年）9月29日 - コンピュータ室完成。
- 2001年（平成13年）12月7日 - 開校120周年記念集会開催。
- 2002年（平成14年）
  - 3月1日 - 開校120周年記念誌発行。
  - 12月15日 - 雲梯・ジャングルジム完成。
- 2004年（平成16年） - 給食センター移転。
- 2005年（平成17年）7月31日 - 学校公式ホームページ公開。
- 2007年（平成19年）8月31日 - 校舎大規模改修工事。
- 2008年（平成20年）3月31日 - プール改修工事。
- 2012年（平成24年）
  - 3月9日 - 校庭と裏庭を芝生化。
  - 4月1日 - 開校130周年記念誌発行。

## 児童数
出典
2024年（令和6年）4月8日時点
| 学年 | 1年 | 2年 | 3年 | 4年 | 5年 | 6年 | 特別支援 | 合計 |
| ---- | --- | --- | --- | --- | --- | --- | -------- | ---- |
| 学級 | 1   | 1   | 1   | 1   | 1   | 1   | 2        | 8    |
| 児童 | 18  | 14  | 15  | 19  | 25  | 12  | 2        | 105  |

## 通学区域
- 神津島村全域

## 進学先中学校
- 神津島村立神津中学校

## 周辺
- 星空のモニュメント
- よたね広場
- 神津島村立図書館

## アクセス
- 神津島村役場から、約530m・徒歩で約8分、車で約1分。
- 東海汽船神津島フェリーターミナルから、約1.2km・徒歩約18分、車で約2分。
- 神津島空港から、車で約4.2km・約8分。